# Госсенс, Роже
Роже Госсенс (фр. Roger Goossens, 7 декабря 1926, Брюссель, Бельгия — 21 декабря 2019) — бельгийский хоккеист (хоккей на траве), полузащитник. Участник четырёх летних Олимпийских игр.

## Биография
Роже Госсенс родился 7 декабря 1926 года в бельгийском городе Брюссель.
Играл в хоккей на траве за «Рояль Леопольд» и «Ла Расант» из Брюсселя. Был многократным чемпионом Бельгии в их составе.
В 1948 году вошёл в состав сборной Бельгии по хоккею на траве на Олимпийских играх в Лондоне, поделившей 7-9-е места. Играл на позиции полузащитника, провёл 3 матча, мячей (по имеющимся данным) не забивал.
В 1952 году вошёл в состав сборной Бельгии по хоккею на траве на Олимпийских играх в Хельсинки, поделившей 9-12-е места. Играл на позиции полузащитника, провёл 4 матча, забил (по имеющимся данным) 1 мяч в ворота сборной Финляндии.
В 1956 году вошёл в состав сборной Бельгии по хоккею на траве на Олимпийских играх в Мельбурне, занявшей 7-е место. Играл на позиции полузащитника, провёл 3 матча, мячей не забивал.
В 1960 году вошёл в состав сборной Бельгии по хоккею на траве на Олимпийских играх в Риме, занявшей 11-е место. Играл на позиции полузащитника, провёл 5 матчей, мячей не забивал.
Умер 21 декабря 2019 года.

## Семья
Сыновья Роже Госсенса стали известными в Бельгии спортсменами 1970-80-х годов. Жан Госсенс играл в хоккей на траве за «Роял Леопольд», Тьерри Госсенс был одним из лучших гольфистов, основателем школы гольфа в Септе-Фонтене.